# Britton Wilson
Britton Wilson (Richmond, 13 de novembro de 2000) é uma velocista norte-americana especialista nos 400 m rasos e nos 400 m c/ barreiras, campeã mundial no revezamento 4x400 metros. 
Ganhou a medalha de ouro no Campeonato Mundial de Atletismo de 2022, em Eugene, com  Abby Steiner,  Talitha Diggs e Sydney McLaughlin.